# Martin Redlicki
Martin Redlicki (nascido em 24 de agosto de 1995) é um tenista norte-americano de ascendência polonesa. Ao lado de Kamil Majchrzak, Redlicki venceu o Aberto dos Estados Unidos Júnior na categoria duplas masculinas, ao derrotar Quentin Halys e Frederico Ferreira Silva na final (6–3, 6–4). No ranking individual da ATP, Redlicki ocupa a 948ª posição, alcançada em 15 de setembro de 2014, enquanto que nas duplas ocupa a posição de 1 086, desde 26 de maio de 2014.
Fez sua estreia na chave principal da ATP (Associação de Tenistas Profissionais) no Aberto da Sony de tênis na competição das duplas, onde competiu em parceria com Deiton Baughman, perdendo na primeira rodada para Ryan Harrison e Jack Sock por 7–5, 6–4.